# Warzone 2100
Warzone 2100 – trójwymiarowa strategiczna gra czasu rzeczywistego wyprodukowana przez Pumpkin Studios a wydawana przez Eidos Interactive w 1999 roku. Początkowo pojawiła się na PlayStation oraz system Microsoft Windows. Aktualnie jest dostępna również na wielu platformach takich jak macOS, Linux, FreeBSD, OpenBSD, NetBSD, AROS, MorphOS i AmigaOS 4. Wyróżnia się spośród gier tego typu możliwością samodzielnego projektowania pojazdów z dostępnych elementów, rzadko spotykanym przebiegiem kolejnych misji w kampanii, różnymi typami radarów oraz zwiększonym naciskiem na artylerię.
W 2004 roku jej kod źródłowy został udostępniony na licencji GNU General Public License.

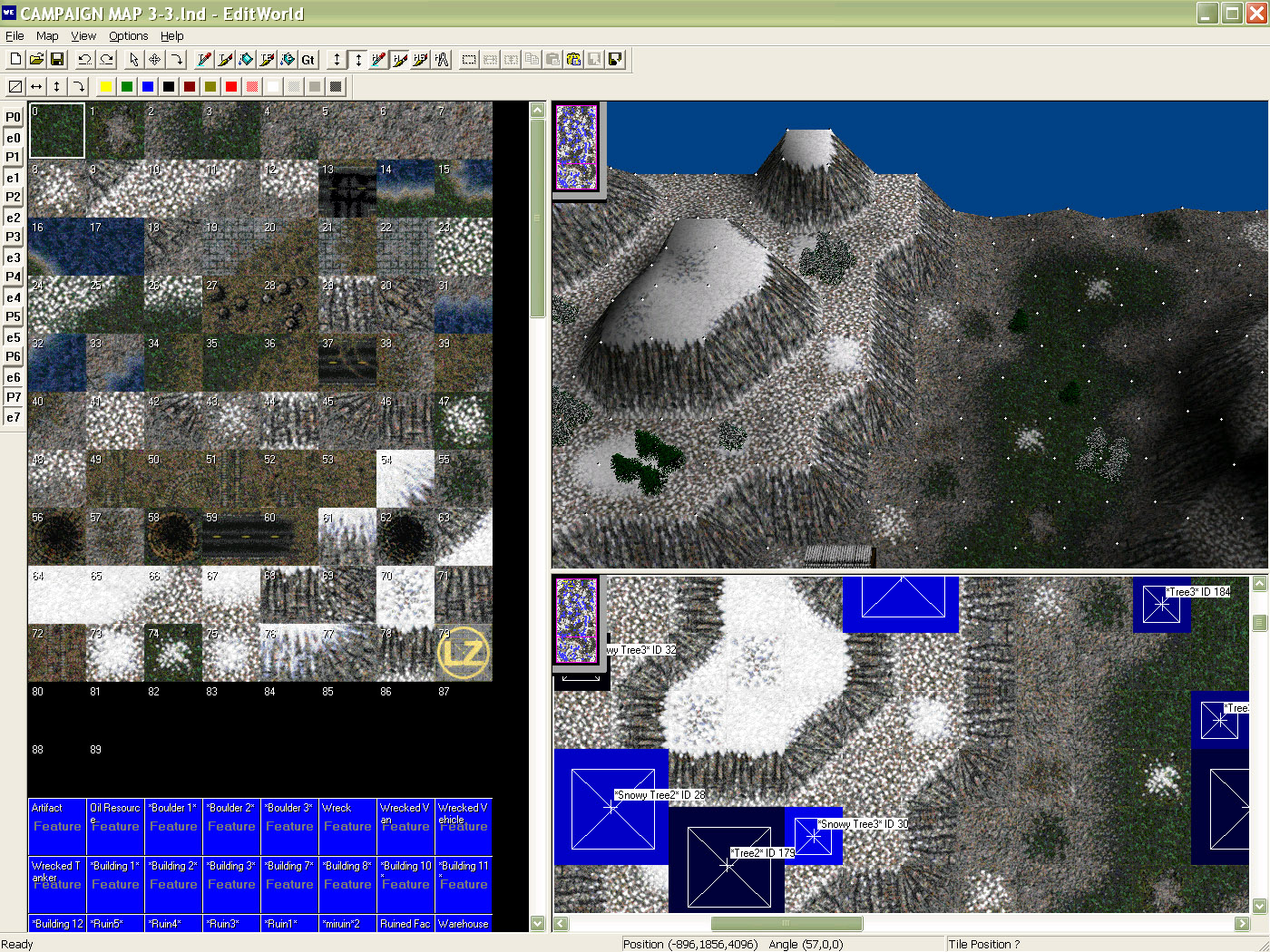
Edytor map Warzone 2100 (EditWorld)
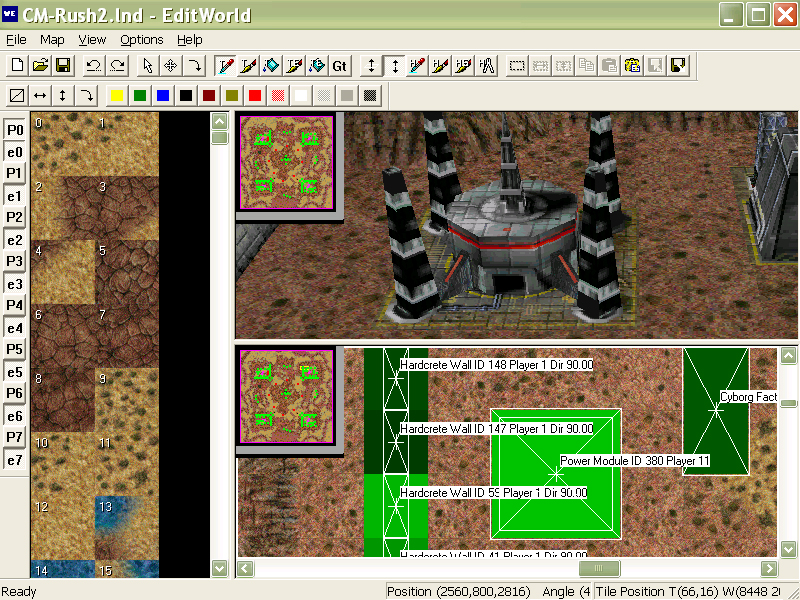
Edytor map Warzone 2100 (EditWorld)
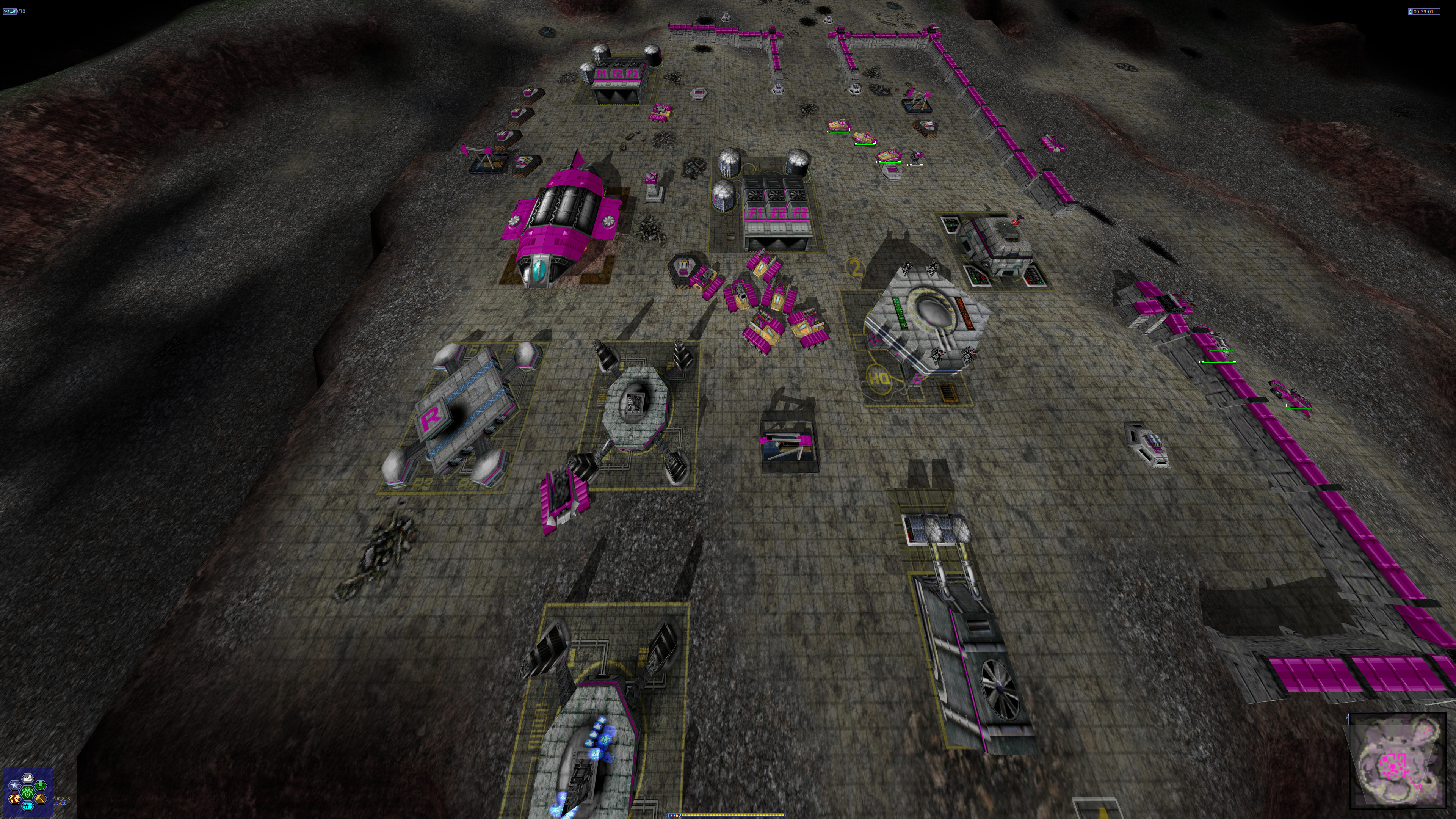
Baza oraz jednostki – Warzone 2100 kampania (2019)
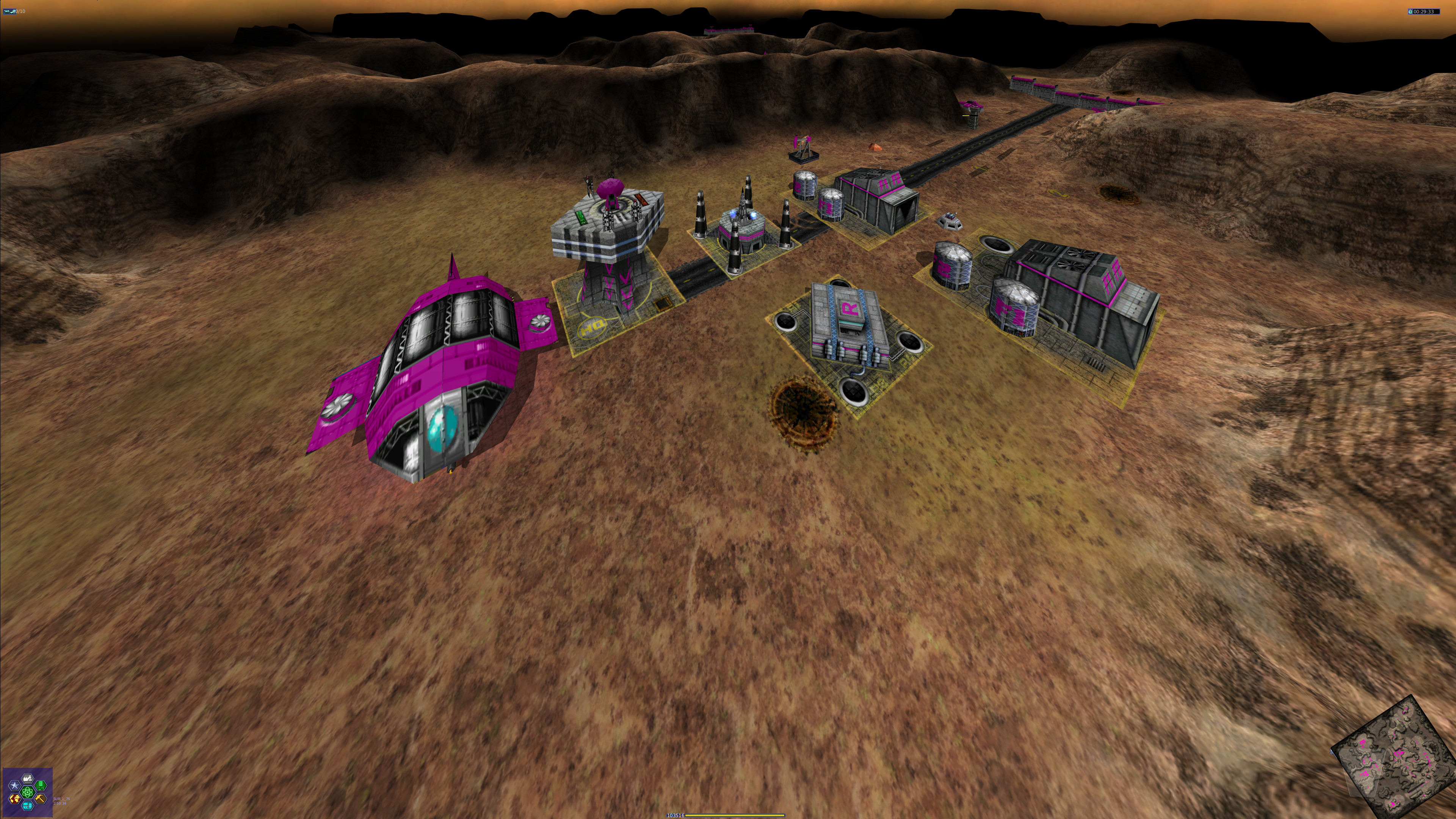
Warzone 2100 – tryb kampanii (2019)
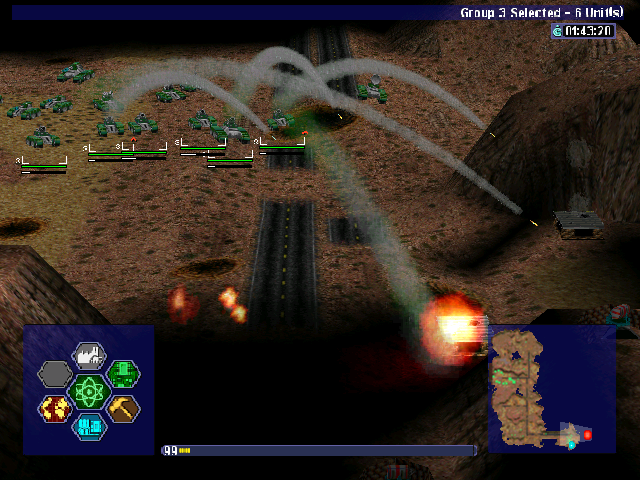
Atak rakietowy
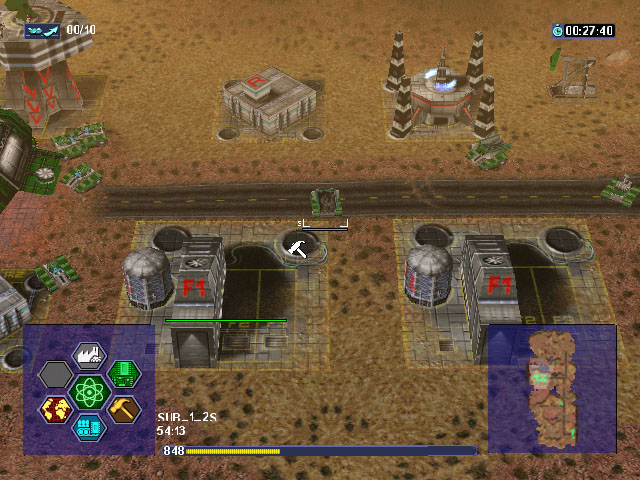
Budowa bazy